# Stanhopea shuttleworthii
Stanhopea shuttleworthii là một loài lan đặc hữu của Colombia (Tolima).

## Hình ảnh

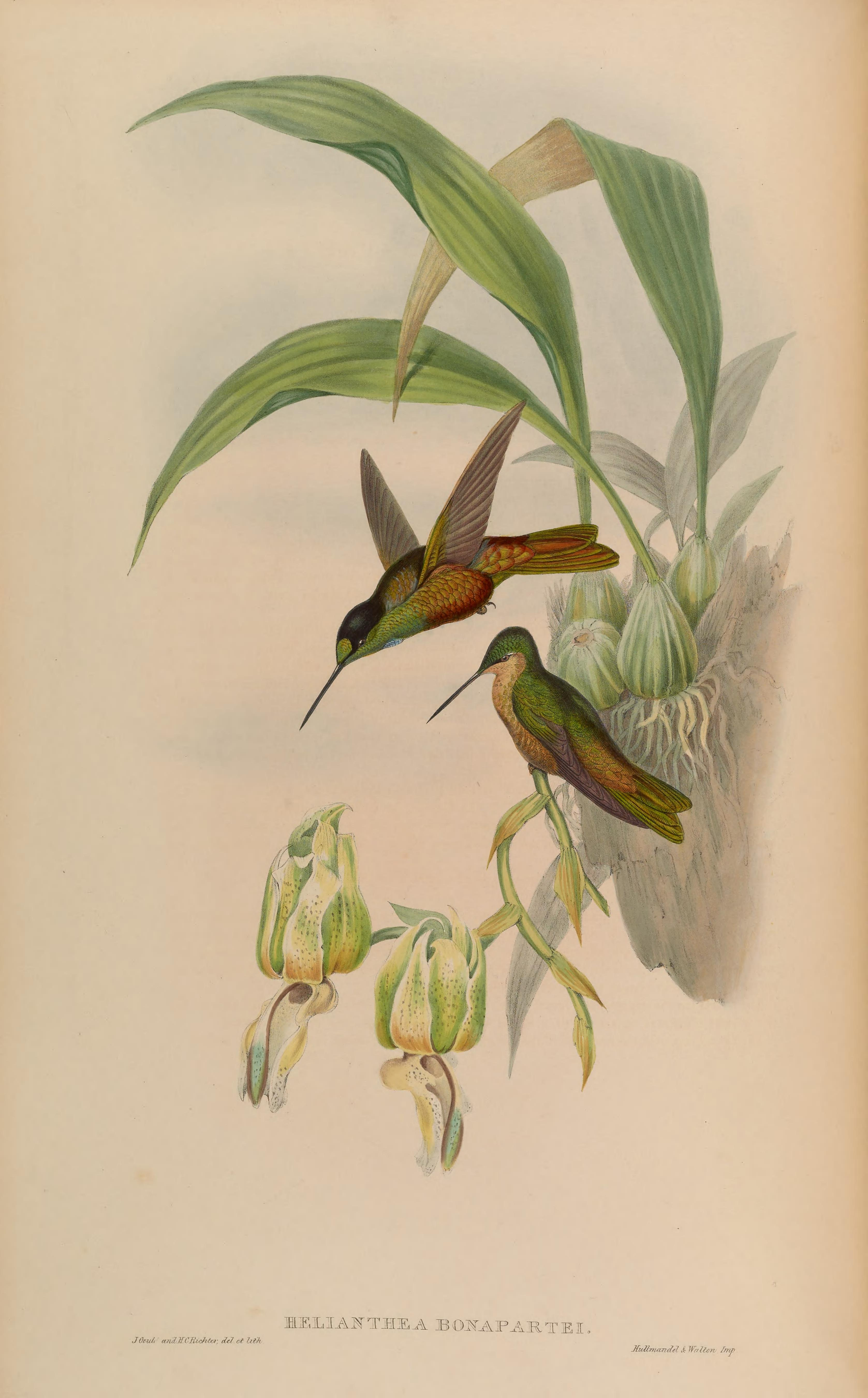
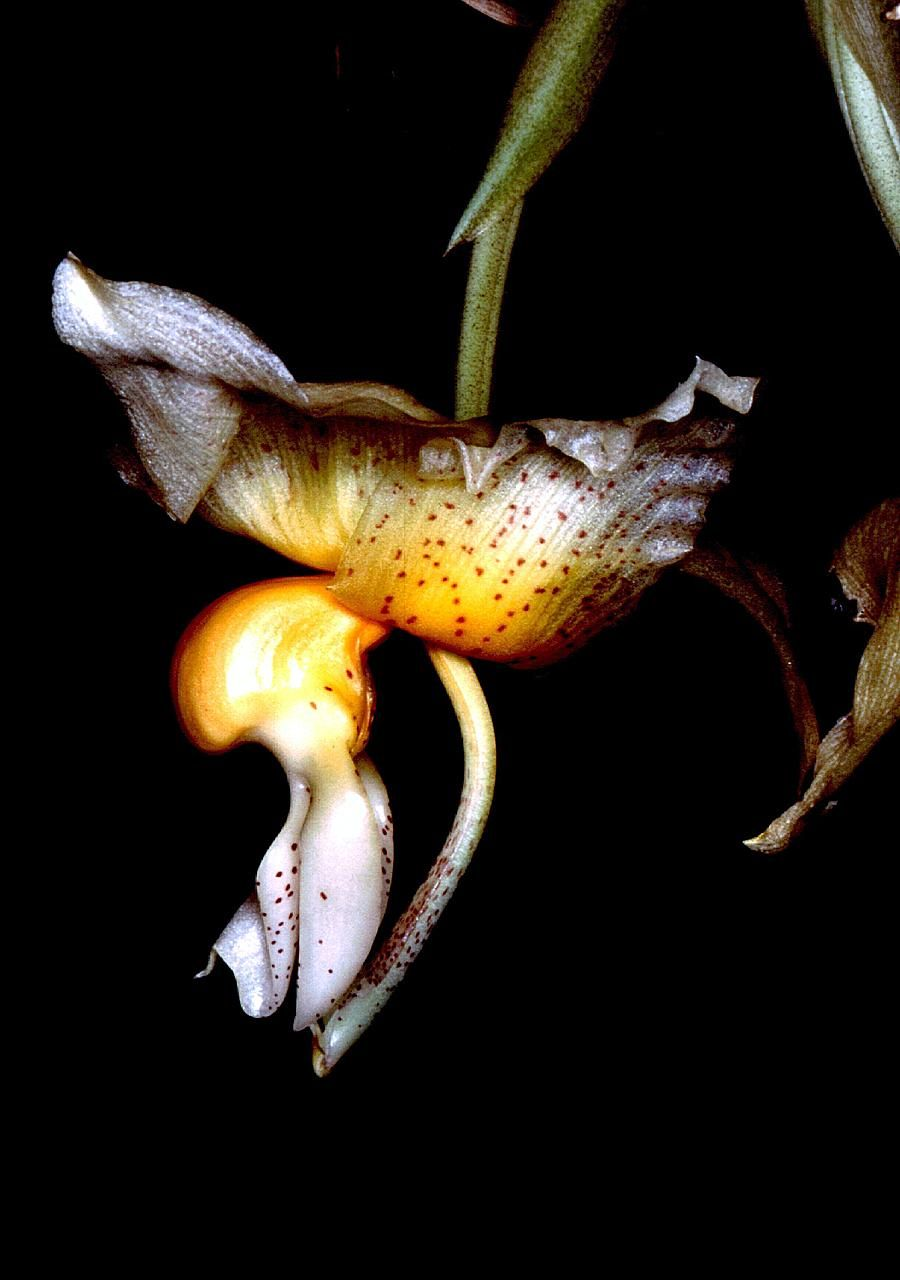
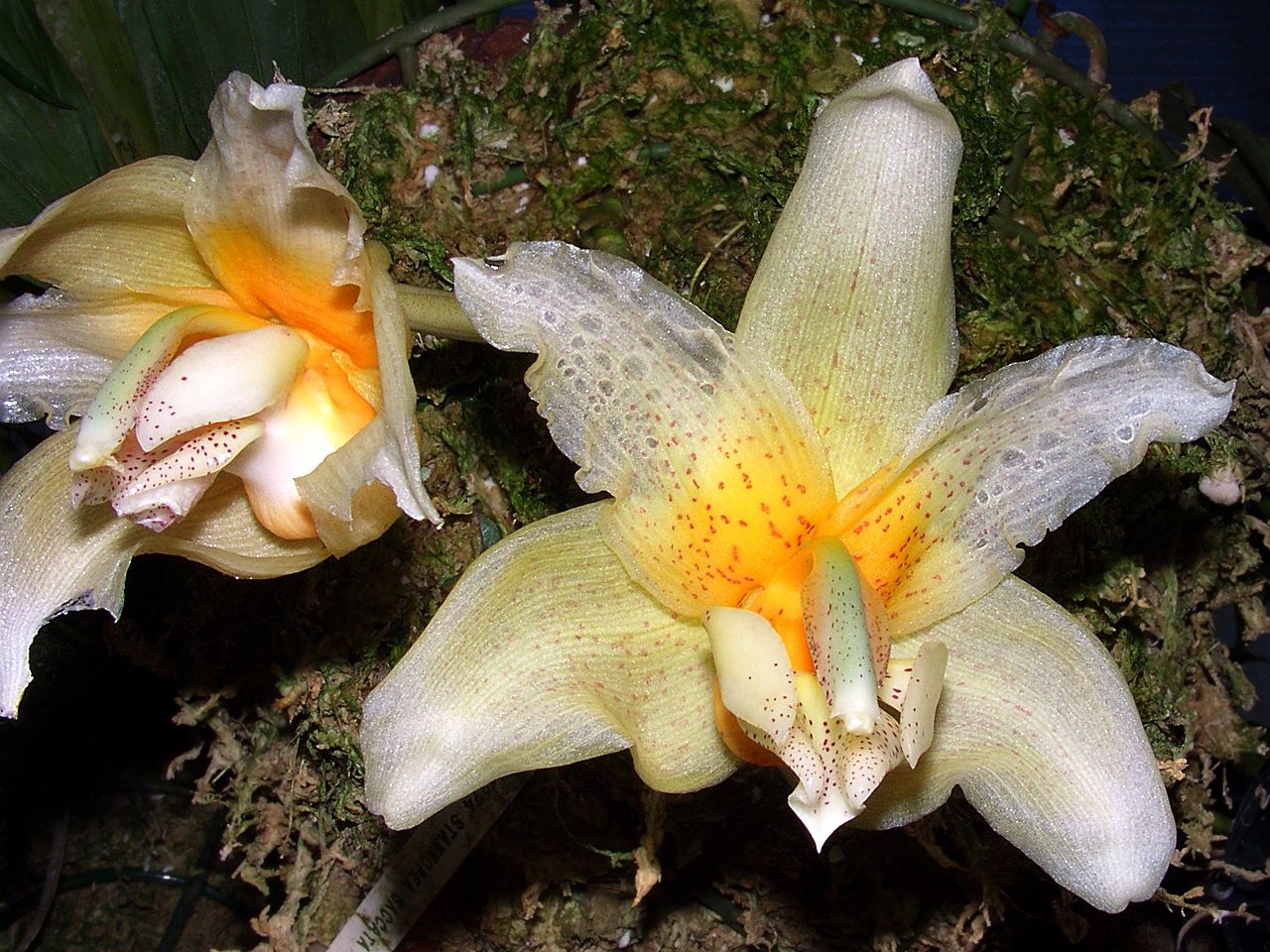
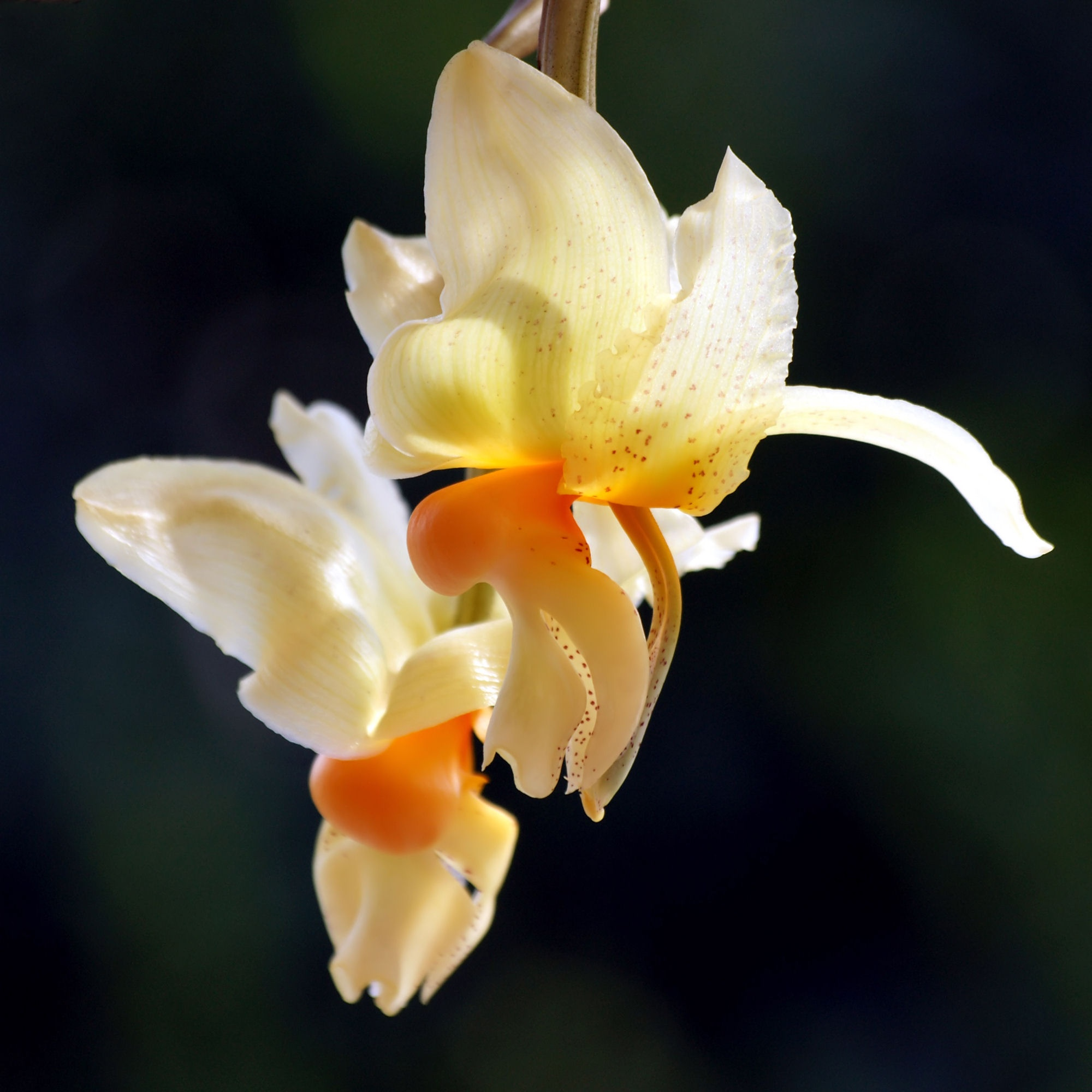